# Zbiorcza Dywizja Piechoty (Carstwo Bułgarii)
Zbiorcza Dywizja Piechoty (bułg. Сборна дивизия) – bułgarski związek taktyczny okresu Trzeciego Carstwa.

## Formowanie
28 września 1916 przystąpiono do tworzenia Zbiorczej DP.  Sztab dywizji został utworzony na bazie sztabu warneńskiego punktu umocnionego. W 1918 rozformowana.

## Struktura organizacyjna
Stan w 1916:
- dowództwo dywizji
- 35 Wraczański pułk piechoty
- 36 Kozłodujski pułk piechoty
- 53 pułk piechoty
- 6 pułk marszowy
- 11 pułk marszowy